# HD 40307 b
HD 40307 b est une exoplanète en orbite autour de l'étoile HD 40307, située à 42 années-lumière de la Terre. Elle a été découverte en juin 2008 par Michel Mayor, de l’observatoire de Genève, grâce au spectrographe Harps installé sur l'observatoire de La Silla (ESO) au Chili. Elle serait 4,2 fois plus massive que la Terre, et, d'après la 3e loi de Kepler, serait sur une orbite de 0,047 UA de demi-grand axe, parcourue en 4,3 jours.

## Désignation
HD 40307 b a été sélectionnée par l'Union astronomique internationale (IAU) pour la procédure NameExoWorlds, consultation publique préalable au choix de la désignation définitive de 305 exoplanètes découvertes avant le 31 décembre 2008 et réparties entre 260 systèmes planétaires hébergeant d'une à cinq planètes. La procédure, qui a débuté en juillet 2014, s'achèvera en août 2015, par l'annonce des résultats, lors d'une cérémonie publique, dans le cadre de la XIXe Assemblée générale de l'IAU qui se tiendra à Honolulu (Hawaï).

## Sources
- (fr) Ciel et espace : Découverte d'un trio de super-terre
- (en) ESO: A Trio of Super-Earths